# Échevis
Échevis est une commune française située dans le département de la Drôme, en région Auvergne-Rhône-Alpes.

## Géographie

### Situation et description
Petite commune à l'aspect essentiellement rural, Échevis est située dans le Royans à 35 km à l'est de Romans-sur-Isère et à 6 km de Pont-en-Royans.

### Géologie et relief
La vallée d'Échevis est resserrée entre deux reliefs montagneux.
Sites particuliers :
- L'Allier est un mont (1 275 m), attesté en 1891, des communes d'Échevis et de Saint-Julien-en-Vercors. Il était dénommé Lallier en 1505 (archives de la Drôme, fonds du Vercors)[1] ;
- Les Rochers d'Échevis est une barre rocheuse qui culmine à 918 m au sud de la commune[2].

### Hydrographie
La commune est arrosée par :
- la Vernaison[2], rivière longue de 30 km qui se jette dans la Bourne à Pont-en-Royans ;
- le Ruisseau des Lants, affluent de la Vernaison. Il prend sa source (Source des Fourneaux) aux Rochers des Mines[2]. Son cours est d'environ 1,5 km de long ;
- le ruisseau la Chalanche, affluent de la Vernaison[2].

### Climat
Pour des articles plus généraux, voir Climat d'Auvergne-Rhône-Alpes et Climat de la Drôme.
En 2010, le climat de la commune est de type climat des marges montargnardes, selon une étude du CNRS s'appuyant sur une série de données couvrant la période 1971-2000. En 2020, Météo-France publie une typologie des climats de la France métropolitaine dans laquelle la commune est exposée à un climat de montagne ou de marges de montagne et est dans la région climatique  Alpes du nord, caractérisée par une pluviométrie annuelle de 1 200 à 1 500 mm, irrégulièrement répartie en été. 
Pour la période 1971-2000, la température annuelle moyenne est de 11,6 °C, avec une amplitude thermique annuelle de 17,6 °C. Le cumul annuel moyen de précipitations est de 1 186 mm, avec 9,3 jours de précipitations en janvier et 6 jours en juillet. Pour la période 1991-2020, la température moyenne annuelle observée sur la station météorologique de Météo-France la plus proche, « Chapelle-en-Vercors »sur la commune de La Chapelle-en-Vercors à 7 km à vol d'oiseau, est de 9,4 °C et le cumul annuel moyen de précipitations est de 1 325,7 mm,. Pour l'avenir, les paramètres climatiques de la commune estimés pour 2050 selon différents scénarios d'émission de gaz à effet de serre sont consultables sur un site dédié publié par Météo-France en novembre 2022.

### Voies de communication et transports
La commune est accessible par route départementale RD 518.
La vallée d'Échevis est resserrée entre deux reliefs montagneux. La route est alors taillée dans la roche.

Du côté de Sainte-Eulalie, cinq tunnels se suivent, ce sont les « Petits Goulets ». De l'autre côté, se trouvent les « Grands Goulets ». Taillés dans la roche entre 1843 et 1854, ils ont aujourd'hui été remplacés par un unique tunnel, plus long, à la suite de nombreux éboulements représentant un risque permanent pour les automobilistes[réf. nécessaire].

## Urbanisme

### Typologie
Au 1er janvier 2024, Échevis est catégorisée commune rurale à habitat très dispersé, selon la nouvelle grille communale de densité à 7 niveaux définie par l'Insee en 2022.
Elle est située hors unité urbaine et hors attraction des villes,.

### Occupation des sols
L'occupation des sols de la commune, telle qu'elle ressort de la base de données européenne d’occupation biophysique des sols Corine Land Cover (CLC), est marquée par l'importance des forêts et milieux semi-naturels (86,9 % en 2018), en augmentation par rapport à 1990 (79,1 %). La répartition détaillée en 2018 est la suivante : 
forêts (64,4 %), espaces ouverts, sans ou avec peu de végétation (16,1 %), prairies (13 %), milieux à végétation arbustive et/ou herbacée (6,4 %), zones agricoles hétérogènes (0,1 %). L'évolution de l’occupation des sols de la commune et de ses infrastructures peut être observée sur les différentes représentations cartographiques du territoire : la carte de Cassini (XVIIIe siècle), la carte d'état-major (1820-1866) et les cartes ou photos aériennes de l'IGN pour la période actuelle (1950 à aujourd'hui).

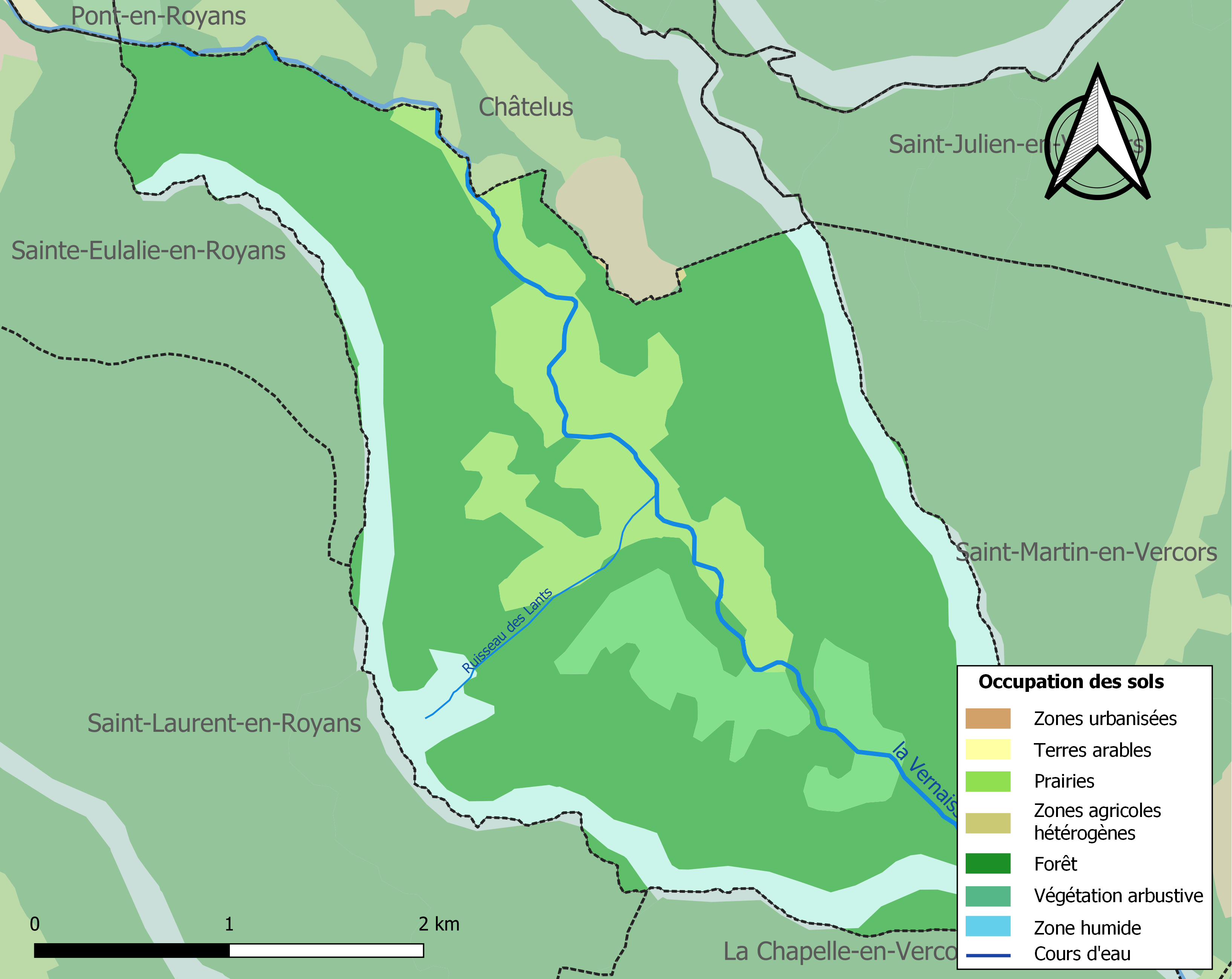
Carte des infrastructures et de l'occupation des sols de la commune en 2018 (CLC).

### Morphologie urbaine

#### Quartiers, hameaux et lieux-dits
Site Géoportail (carte IGN) :
- Audemas
- Bayon
- Belvédère de Revoulat
- Binla
- Chabert
- Côte Sambuc
- Cuillerée
- Faure
- Grangeage
- la Chardière
- la Combe
- la Cure
- la Goutet
- l'Argoire
- l'Armey
- le Moulin
- le Penat
- le Pont d'Échevy
- le Refuge
- les Chapoutères
- les Clots
- les Grilles
- les Rochas
- les Roux
- Paillette
- Piofraix
- Roche Fendue
- Sélières
- Terres Rouges

## Toponymie

### Attestations
Dictionnaire topographique du département de la Drôme :
- 1236 : Eschavis (Chevalier, Not. sur Bouvantes) ;
- 1345 : Echavis (voir aussi : Fillet, Echevis religieux, 62) (en ligne[15]) ;
- XIVe siècle : mention de la paroisse : capella de Eschavis (pouillé de Die) ;
- 1404 : mention de la paroisse Saint-Michel : cura Sancti Michaelis d'Eychavis (inventaire de Sainte-Croix) ;
- 1449 : mention de la paroisse : ecclesia de Eschaffino (pouillé hist.) ;
- 1496 : Echavisium (Bull. arch., VI, 46) ;
- 1516 : mention de la paroisse : cura de Eschafinis (rôle de décimes) ;
- 1551 : Eschevis (Combes, notaire à Saint-Martin-en-Vercors) ;
- 1573 : Echevins (visites épiscopales) ;
- 1590 : Eychevins (visites épiscopales) ;
- 1613 : Eschaffins (visites épiscopales) ;
- 1620 : mention de la paroisse : la cure d'Eschevins (rôle de décimes) ;
- 1891 : Échevis, commune du canton de Saint-Jean-en-Royans.

### Étymologie
D'après M. de Coston, ce nom pourrait être formé par le mot latin cavus (qui désigne un lieu creux ou une cave) et du mot vis (qui désigne l'eau ou la rivière et qui pourrait être la Vernaison).

## Histoire

### Préhistoire
Des urnes en céramique de forme sphéroïdale ont été retrouvées dans de nombreuses tombes de la commune. Elles témoignent d'une ancienneté respectable à une époque où les urnes grossières en terre cuite étaient le mode d'inhumation le plus répandu[réf. nécessaire].

### Du Moyen Âge à la Révolution
La seigneurie : la terre d'Échevis fait partie du marquisat de Pont-en-Royans appartenant à la famille Bérenger-Sassenage.
L'église d'Échevis fut détruite par la guerre avant le XVIe siècle. Elle est reconstruite dès 1626 sous la direction de Le Blanc, curé de la paroisse de Châtelus et Échevis.

Avant 1676, il n'y avait qu'un seul curé pour les deux communes. En 1676, Louis Millou devient l'unique curé d'Échevis jusqu'à sa mort en 1706.
1688 (démographie) : 25 à 30 familles.
Avant 1790, Échevis était une communauté de l'élection et subdélégation de Valence, et du bailliage de Saint-Marcellin.

Elle formait une paroisse du diocèse de Die dont l'église était dédiée à saint Michel. Les dîmes appartenaient au prieur de la Saône (Isère) qui présentait à la cure.

### De la Révolution à nos jours
En 1790, la commune fait partie du canton de Saint-Jean-en-Royans.
En 1876, la mairie d'Échevis est reconstruite. Depuis cette date, et jusque vers 1882, cette maison abrita une école mixte, la salle de la mairie ainsi que le presbytère[réf. nécessaire].

## Politique et administration

### Liste des maires
| Période                                                                      | Période                       | Identité                            | Étiquette | Qualité       |
| ---------------------------------------------------------------------------- | ----------------------------- | ----------------------------------- | --------- | ------------- |
| Les données manquantes sont à compléter. : de la Révolution au Second Empire |                               |                                     |           |               |
| 1790                                                                         | 1871                          | ?                                   |           |               |
| Les données manquantes sont à compléter. : depuis la fin du Second Empire    |                               |                                     |           |               |
| 1871                                                                         | 1874                          | ?                                   |           |               |
| 1874                                                                         | 1878                          | ?                                   |           |               |
| 1878                                                                         | 1884                          | ?                                   |           |               |
| 1884                                                                         | 1888                          | ?                                   |           |               |
| 1888                                                                         | 1892                          | ?                                   |           |               |
| 1892                                                                         | 1896                          | ?                                   |           |               |
| 1896                                                                         | 1900                          | ?                                   |           |               |
| 1900                                                                         | 1904                          | ?                                   |           |               |
| 1904                                                                         | 1908                          | ?                                   |           |               |
| 1908                                                                         | 1912                          | ?                                   |           |               |
| 1912                                                                         | 1919                          | ?                                   |           |               |
| 1919                                                                         | 1925                          | ?                                   |           |               |
| 1925                                                                         | 1929                          | ?                                   |           |               |
| 1929                                                                         | 1935                          | ?                                   |           |               |
| 1935                                                                         | 1945                          | ?                                   |           |               |
| 1945                                                                         | 1947                          | ?                                   |           |               |
| 1947                                                                         | 1953                          | ?                                   |           |               |
| 1953                                                                         | 1959                          | ?                                   |           |               |
| 1959                                                                         | 1965                          | ?                                   |           |               |
| 1965                                                                         | 1971                          | ?                                   |           |               |
| 1971                                                                         | 1977                          | ?                                   |           |               |
| 1977                                                                         | 1983                          | Léon Borel                          |           |               |
| 1983                                                                         | 1989                          | ?                                   |           |               |
| 1989                                                                         | 1995                          | ?                                   |           |               |
| 1995                                                                         | 2001                          | Christian Borel                     |           |               |
| 2001                                                                         | 2008                          | Claude Madern                       | DVD       | artisan       |
| 2008                                                                         | 2014                          | Claude Madern                       |           | maire sortant |
| 2008                                                                         | 2020                          | Claude Madern                       |           | maire sortant |
| 2020                                                                         | En cours (au 20 février 2021) | Philippe Inard[source insuffisante] |           |               |

## Population et société

### Démographie
L'évolution du nombre d'habitants est connue à travers les recensements de la population effectués dans la commune depuis 1793. Pour les communes de moins de 10 000 habitants, une enquête de recensement portant sur toute la population est réalisée tous les cinq ans, les populations de référence des années intermédiaires étant quant à elles estimées par interpolation ou extrapolation. Pour la commune, le premier recensement exhaustif entrant dans le cadre du nouveau dispositif a été réalisé en 2004.

En 2022, la commune comptait 56 habitants, en évolution de +16,67 % par rapport à 2016 (Drôme : +2,64 %, France hors Mayotte : +2,11 %).
| 1793 | 1800 | 1806 | 1821 | 1831 | 1836 | 1841 | 1846 | 1851 |
| ---- | ---- | ---- | ---- | ---- | ---- | ---- | ---- | ---- |
| 219  | 139  | 155  | 182  | 195  | 228  | 228  | 231  | 209  |

| 1856 | 1861 | 1866 | 1872 | 1876 | 1881 | 1886 | 1891 | 1896 |
| ---- | ---- | ---- | ---- | ---- | ---- | ---- | ---- | ---- |
| 217  | 221  | 221  | 206  | 192  | 177  | 153  | 141  | 117  |

| 1901 | 1906 | 1911 | 1921 | 1926 | 1931 | 1936 | 1946 | 1954 |
| ---- | ---- | ---- | ---- | ---- | ---- | ---- | ---- | ---- |
| 110  | 102  | 105  | 95   | 76   | 60   | 70   | 45   | 53   |

| 1962 | 1968 | 1975 | 1982 | 1990 | 1999 | 2004 | 2006 | 2009 |
| ---- | ---- | ---- | ---- | ---- | ---- | ---- | ---- | ---- |
| 46   | 41   | 36   | 47   | 36   | 52   | 60   | 62   | 54   |

| 2014 | 2019 | 2022 | - | - | - | - | - | - |
| ---- | ---- | ---- | - | - | - | - | - | - |
| 52   | 56   | 56   | - | - | - | - | - | - |

### Enseignement
La commune est rattachée à l'académie de Grenoble.

### Manifestations culturelles et festivités
- Fête : premier dimanche d'octobre[21].

### Loisirs
- Randonnées[21].

### Cultes
La communauté catholique de la commune d'Échevis et son église (propriété de la commune) est rattachée à la « Paroisse Sainte-Marie en Royans-Vercors ». Celle-ci dépend du diocèse de Valence dont elle dépend. Ce secteur géographique de la vie religieuse catholique couvre l'ensemble des communes du plateau du Vercors ainsi que du Royans.

## Économie

### Agriculture
En 1992 : pâturages (ovins), pisciculture.
L'agriculture de la commune est encore active, avec la présence d'un pisciculteur, et de deux chevriers.
La Pisciculture des Truites de la Vernaison. Ouverte par Pierre Murgat, elle est aujourd'hui gérée par Jean-François Murgat. C'est une ferme aquacole artisanale où les transformations se font sur place. Elle propose un point de vente directe à Échevis ainsi que des livraisons à différents restaurateurs de la région. Elle offre des produits typiques de la région : truite fumée, truite arc-en-ciel ou truite fario, entières ou en filets, etc. En utilisant l'eau de la Vernaison, elle s'assure d'une eau pure et fraîche toute l'année.

### Commerce
- La Guinguette du Pêcheur se trouve dans un cadre calme et verdoyant à proximité de la Vernaison. Le restaurant propose des spécialités régionales : truite fumée, gratin raviolé, caillettes, etc. La guinguette dispose aussi d'un étang de pêche à la ligne : truite fario, truite arc-en-ciel et saumon de fontaine. Le domaine propose aussi un ancien bateau rénové en aire de jeu ainsi qu'un circuit de chasse au trésors destiné aux enfants[25].

### Tourisme
Station climatique d'été.
La vallée possède deux gîtes :
- La Fontaine de Triol : « Gîte suspendu en haut de la vallée d'Échevis, aux portes du Vercors, entre Petits et Grands Goulets, dans un cadre naturel et apaisant. »[26].
- Le gîte Paillette : « Au pied du massif du Vercors, avec vue sur les Grands Goulets, cette ancienne ferme en pierres apparentes est entourée de falaises, de pâturages et de forêts. Un torrent coule en contrebas et une fontaine dans la cour. »[27].

## Culture locale et patrimoine

### Lieux et monuments
- Église Saint-Michel d'Échevis du XVIe siècle[21].

### Patrimoine naturel
- La « reculée des Grands Goulets » est un site géologique remarquable de 1 645,95 hectares, parcouru par la Vernaison, qui se trouve sur les communes de Châtelus (au lieu-dit Grands Goulets), La Chapelle-en-Vercors, Échevis, Sainte-Eulalie-en-Royans, Saint-Julien-en-Vercors, Saint-Laurent-en-Royans, Saint-Martin-en-Vercors et Pont-en-Royans. En 2014, elle a été classée à l'« Inventaire du patrimoine géologique »[28].
- Grotte des Pisserottes[2].
- Grotte du Diable[21],[2].
- Grotte de Grangeage[2].

La commune fait partie du parc naturel régional du Vercors.

### Héraldique, logotype et devise
|  | Échevis possède des armoiries dont l'origine et le blasonnement exact ne sont pas disponibles. |